# If It Makes You Happy
 (juin 2024).
 (juin 2024).
La mise en forme du texte ne suit pas les recommandations de Wikipédia : il faut le « wikifier ».
Les points d'amélioration suivants sont les cas les plus fréquents. Le détail des points à revoir est peut-être précisé sur la page de discussion.
- Les titres sont pré-formatés par le logiciel. Ils ne sont ni en capitales, ni en gras.
- Le texte ne doit pas être écrit en capitales (les noms de famille non plus), ni en gras, ni en italique, ni en « petit »…
- Le gras n'est utilisé que pour surligner le titre de l'article dans l'introduction, une seule fois.
- L'italique est rarement utilisé : mots en langue étrangère, titres d'œuvres, noms de bateaux, etc.
- Les citations ne sont pas en italique mais en corps de texte normal. Elles sont entourées par des guillemets français : « et ».
- Les listes à puces sont à éviter, des paragraphes rédigés étant largement préférés. Les tableaux sont à réserver à la présentation de données structurées (résultats, etc.).
- Les appels de note de bas de page (petits chiffres en exposant, introduits par l'outil «  Source ») sont à placer entre la fin de phrase et le point final[comme ça].
- Les liens internes (vers d'autres articles de Wikipédia) sont à choisir avec parcimonie. Créez des liens vers des articles approfondissant le sujet. Les termes génériques sans rapport avec le sujet sont à éviter, ainsi que les répétitions de liens vers un même terme.
- Les liens externes sont à placer uniquement dans une section « Liens externes », à la fin de l'article. Ces liens sont à choisir avec parcimonie suivant les règles définies. Si un lien sert de source à l'article, son insertion dans le texte est à faire par les notes de bas de page.
- La présentation des références doit suivre les conventions bibliographiques. Il est recommandé d'utiliser les modèles {{Ouvrage}}, {{Chapitre}}, {{Article}}, {{Lien web}} et/ou {{Bibliographie}}. Le mode d'édition visuel peut mettre en forme automatiquement les références.
- Insérer une infobox (cadre d'informations à droite) n'est pas obligatoire pour parachever la mise en page.

Pour une aide détaillée, merci de consulter Aide:Wikification.
Si vous pensez que ces points ont été résolus, vous pouvez retirer ce bandeau et améliorer la mise en forme d'un autre article.
 (juin 2024).
Singles de Sheryl Crow
Can't Cry Anymore (1995) Everyday Is a Winding Road (1996)
Clip vidéo
(en) [vidéo] « If It Makes You Happy (officiel) (réalisation : Keir McFarlane) », sur YouTube
Pistes de Sheryl Crow
Sweet Rosalyn
(4) Redemption Day
(6)
If It Makes You Happy est une chanson de l'autrice-compositrice-interprète américaine Sheryl Crow, sortie en septembre 1996 en tant que premier single de son album Sheryl Crow de 1996. If It Makes You Happy constitue la cinquième piste de cet album éponyme.
Le titre culmine à la 10e place du Billboard Hot 100 américain, devenant ainsi le dernier hit solo de Sheryl Crow aux États-Unis. Au Royaume-Uni, il occupe la neuvième place dans le classement hebdomadaire des singles. If It Makes You Happy culmine à la première place du classement canadien, et fait remporter à Sheryl Crow le prix de la meilleure chanteuse rock aux Grammy Awards 1997. En 2003, Q Magazine classe If It Makes You Happy 663e dans sa liste des 1001 Best Songs Ever.

## Linguistique du titre

### Phonologie et traduction
Le titre If It Makes You Happy prononcé : /ɪf ɪt ˈmeiks jə ˌhæpi/ en anglo-américain introduit une proposition conditionnelle par « if ». Il est possible de traduire ce titre par si ça te rend heureux, si ça fait ton bonheur. Cet « it »  de if it makes, impersonnel, est imprécis : de toute la chanson, on ne saura pas à quoi se réfère cet it qui rendrait heureux (si ça te rend heureux) et qu'importe, car l'emphase se porte non sur l'amorce mais sur la suite : then why the hell are you so sad ?...[réf. nécessaire]

### Figures de style

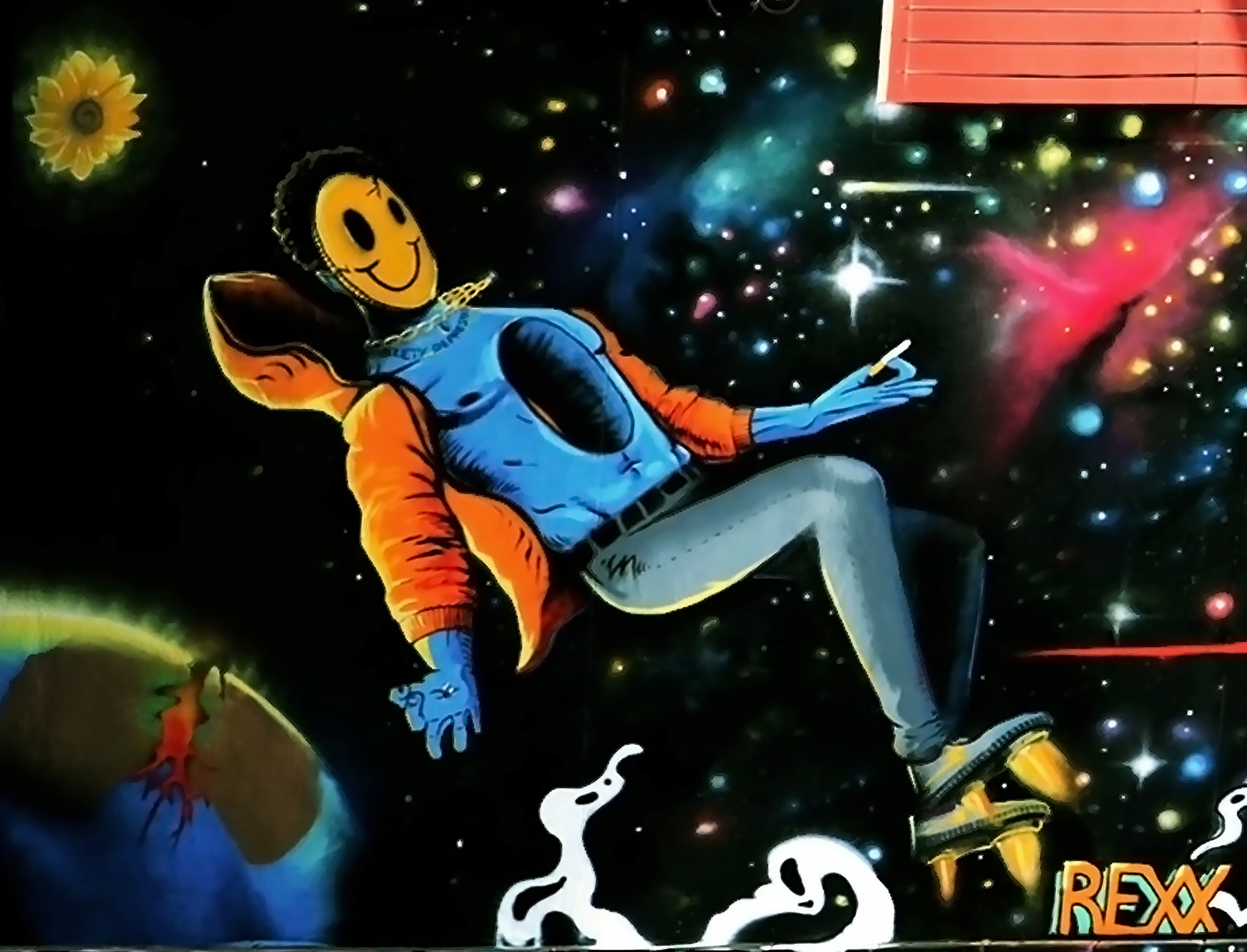
♫Mais alors pourquoi donc déprimes-tu autant ?

Répétée dans le refrain, cette condition se voit close par une proposition principale sous forme d'interrogation paradoxale, antinomique, instiguée par l'oxymoron happy/so sad : if it makes you happy... then why the hell are you so sad ? (si ça te rend heureux... alors pourquoi diable es-tu aussi triste ?). La partie the hell  ajoute un point d'emphase à la proposition et un ton de familiarité ; voire blasphématoire selon la définition que les convenances sociales remplacent par une variante euphémique plus acceptable : the heck. Ici, Sheryl Crow n'emploie pas le dérivé. Cela montre qu'un style direct est préféré aux conventions verbales envers son interlocuteur.
Certains commentateurs, comme celui de Stant Magazine, interprètent le titre non pas comme une demande posée à un interlocuteur éventuel mais comme une question rhétorique. Ainsi pense-t-il qu'il s'agit de Sheryl Crow qui s'interroge sur ses débuts de carrière.

## Le regard des critiques
Le journal écossais Aberdeen Press and Journal affirme que Sheryl Crow « continue de tutoyer la première ligue des chanteuses solo légèrement décalées avec un titre qui fleure bon le succès presque certain dans le Top 10,. »
Le journal suédois Aftonbladet décrit la chanson comme « un pêle-mêle de trad-rock ». 
Stephen Thomas Erlewine d'AllMusic qualifie le morceau de « lancinant » et à la « lassitude sexy ».
Larry Flick du magazine Billboard explique qu'on se retrouve devant une « rockeuse droite dans ses santiags qui a beaucoup plus de mordant que tout ce que dans ses débuts gâtés aux Grammy. » Il a ajouté qu'on dirait que « des tournées sans fin ont donné à sa voix un bon coup de ponçage, ce qui profite aux paroles ironiques de la chanson et résiste bien aux guitares croustillantes du morceau. » Il note également « le côté sur la corde raide » du morceau et son « accroche subtile mais indubitable,. »
Sean McCarthy du Daily Vault affirme que le « riff de guitare bien crade installe bien le morceau, ce qui se marie bien avec le swag rugueux de Crow,,. »
Un autre journal suédois, Göteborgs-Tidningen, décrit la chanson comme une « humeur sombre » et la choisit comme l'une des deux favorites de l'album.
Rachel Cohen de The Heights déclare qu’elle trouve « une Crow plus expressive et familière par rapport au premier album, c'est évident » sur la chanson, la notant comme « l'une des plus énergiques » de l'album Sheryl Crow. Un critique de Music Week note le titre 5/5, le choisissant comme single de la semaine, en ajoutant que ce morceau « capture cette sensation rawk'n'roll brut de décoffrage que Crow sait irradier sur scène. Même si certains risquent de regretter la fragilité de la Crow des débuts, le titre reste assez solide pour casser la baraque et partir à l'assaut des ondes, comme c'est déjà le cas »,.
Le magazine People décrit la chanson comme « teintée de country, ».
Dans le Baltimore Sun, rédigeant la critique de l'album complet, J. D. Considine salue les performances vocales de Sheryl Crow, notamment dans If It Makes You Happy, qu'il pressent comme probablement la meilleure chanson de l'album,.

## Évolution des classements
Le titre entre dans le Billboard Hot 100 américain en 44e place la semaine du 21 septembre 1996. Il rejoint le top 20 le 19 octobre 1996 et fluctue dans ce classement pendant environ trois mois avant d'atteindre son sommet en 10e place le 25 janvier 1997. Au total, la chanson aura passé 27 semaines dans le Hot 100.
Au Canada, le 2 septembre 1996, If It Makes You Happy fait son entrée au classement  RPM Top Singles à la 78e place. Dix numéros du magazine plus loin, le 11 novembre, il est dans les quinze premiers du classement pendant une semaine. Le titre atteint également la première place aux classements Adult Contemporary et Alternative 30 de RPM.
En Europe, dès sa sortie, le single culmine à la 9e place du UK Singles Chart, devenant le second single de Sheryl Crow classé au Royaume-Uni. L'industrie phonographique britannique le certifie chanson d'argent en janvier 2021 pour ses chiffres de ventes et de streaming de plus de 200 000.
If It Makes You Happy atteint le top 40 en France (29e place), en Islande (17e) et en Suède (20e), Le titre intègre les classements en Flandre, en Allemagne et en Suisse. Dans l'Eurochart Hot 100, le titre s'installe à la 56e place.
En Océanie, le titre atteint le top 20 en Australie, passant au numéro 20 le 17 novembre 1996 et en Nouvelle-Zélande, où il s'installe en 12e position une semaine plus tard.

### Tableau international des classements
If It Makes You Happy
| Année | Classement          | Durée du classement | Position |
| ----- | ------------------- | ------------------- | -------- |
| 1996  | Hot 100             | 27 semaines         | 10e      |
| 1996  | Mainstream Top 40   | 26 semaines         | 4e       |
| 1996  | Alternative Songs   | 22 semaines         | 6e       |
| 1996  | UK Singles Chart    | 6 semaines          | 9e       |
| 1996  | Single Top 100      | 8 semaines          | 80e      |
| 1996  | ARIA Charts         | 14 semaines         | 20e      |
| 1996  | RPM Top Singles     | 19 semaines         | 1re      |
| 1996  | Top 100             | 7 semaines          | 29e      |
| 1996  | RMNZ Singles Top40  | 10 semaines         | 12e      |
| 1996  | Sverigetopplistan   | 12 semaines         | 20e      |
| 1996  | Schweizer Hitparade | 5 semaines          | 39e      |

## Clip musical
If It Makes You Happy génère deux vidéoclips différents mais dont la réalisation de chacun est confiée à Keir McFarlane. Le premier est tourné entièrement en noir et blanc. La vidéo commence avec Sheryl Crow dans un appartement, enfilant un imperméable noir. Elle marche ensuite dans la rue d'une ville, prend le métro, est montrée sur une promenade, achète un café dans un centre commercial, puis retourne à l'appartement. La seconde vidéo est tournée en couleur et présente Sheryl Crow dans la section des espèces en voie de disparition du muséum d'histoire naturelle du comté de Los Angeles. Elle est vêtue d'un manteau de fourrure à imprimé léopard et de bottes en cuir Yves Saint Laurent.

## Clins d’œil et influences
D'après Q Magazine, If It Makes You Happy figure à la 663e place dans sa liste des 1001 Best Songs Ever en 2003.
Slant Magazine classe le titre au numéro 92 de son classement des 100 meilleurs singles des années 90 en 2011, tout en commentant : « Après s'être fait traiter de joli-minois à chansonnettes avec son album Tuesday Night Music Club, Sheryl Crow avait beaucoup à prouver avec ce second opus de confirmation. Conçu à l'origine comme une chanson country par le co-auteur Jeff Trott, le premier single autoproduit, « If It Makes You Happy » s'écarte nettement de la roots-pop imbibée de gin de Tuesday Night Music Club, en commençant par son lourd riff de guitare électrique et son rythme de batterie laborieux, mais la remarque va bien plus loin. Les paroles de Crow sont une réflexion sur le succès massif de ses débuts, avec son passage au festival boueux et infesté de moustiques de Woodstock 94 servant de récit métaphorique pour les piques et remarques acrimonieuses qui se sont ensuivies. »

### Référence cinématographique
If It Makes You Happy apparaît dans le film Crossroads de 2002, dans lequel la chanson est reprise en chœur en voiture par un groupe de jeunes, parmi lesquels le rôle principal tenu par la chanteuse. Britney Spears. Dans une interview parue dans le quotidien suédois Aftonbladet, Sheryl Crow a répondu à la question de savoir ce qu'elle pensait de la reprise de If It Makes You Happy reprise par Britney [Spears] dans le film :
« J'en ai entendu parler. Dans l'absolu, je n'y vois aucun problème. Mais le film est un peu cousu de fil blanc. (...) J'ai entendu dire l'autre jour qu'on ne comptait plus le nombre de mères de famille qui emmenaient leurs gamines voir le film -- on parle de gamines de 13 ans -- pour suivre un scénario qui traite d'une ado de 18-19 ans qui se fait dépuceler. J'ai une nièce de 12 ans, la fille de ma sœur, on essaie de l'encourager à "patienter" un peu avant de le regarder... »,.

### Référence publicitaire
En mai 2004, sur ses écrans publicitaires, la France voit débarquer un spot pour des biscuits industriels de la Biscuiterie nantaise (BN) reprenant le titre If It Makes You Happy, créé par l'agence Publicis Conseil.

## Disponibilités du titre
| CD promo US 1. If It Makes You Happy (edit) 2. Keep On Growing single maxi-CD US 1. If It Makes You Happy (version LP) – 5:23 2. Keep On Growing – 5:24 3. I'm Going to Be a Wheel Someday – 3:38 4. No One Said It Would Be Easy (Live in Nashville) – 5:37 Single 45t 7-pouces US A. If It Makes You Happy (edit) – 4:30 B. I'm Going to Be a Wheel Someday – 3:38 | Single CD1 et cassette Royaume-Uni, 1. If It Makes You Happy (edit) 2. All I Wanna Do 3. Run Baby Run 4. Leaving Las Vegas CD2 Royaume-Uni 1. If It Makes You Happy – 4:30 2. On the Outside – 4:42 3. Keep On Growing – 5:24 4. The Book – 4:34 - la version australienne du CD intervertit les pistes 2 et 3. |

## Crédits et collaborateurs
Les crédits sont extraits des notes de pochette du CD1 britannique et du livret de l'album américain Sheryl Crow.
Studios
- Enregistré aux Kingsway Studios (Nouvelle-Orléans, en Louisiane) et Sunset Sound Factory (Los Angeles, en Californie)
- Masterisé à Gateway Mastering (Portland, dans le Maine)

Équipe
| - Sheryl Crow – écriture, chant, synthé, production - Jeff Trott – écriture, guitares - Dan Rothchild – basse - Michael Urbano – batterie | - Trina Shoemaker – enregistrement - Tchad Blake – mixage - Bob Ludwig – mastering |